# Lawrence Hardy
Lawrence Richard Hardy (sinh năm 1913) là một cầu thủ bóng đá người Anh thi đấu ở vị trí inside right.

## Sự nghiệp
Sinh ra ở South Bank, Hardy từng thi đấu cho South Bank East End, Hartlepools United, Bradford City và Shrewsbury Town.
Đối với Bradford City ông có 12 lần ra sân ở Football League.